# ماريديل إنتراتا
ماريديل إنتراتا (ولدت في 6 مايو 1997) ممثلة ومغنية ومضيفة تلفزيونية وعارضة أزياء فلبينية. برزت في عام 2017 ، بعد فوزها بمسابقة بينوي الأخ الأكبر: لاكي 7 . ولدت في كاميغوين ، وترعرعت في كاجايان دي أورو ، ميساميس أورينتال ، تطمح إنتراتا إلى أن تكون ممثلة منذ صغرها وخضعت للاختبار في عروض مواهب مختلفة لتحقيق حلمها.